# Samuel Capricornus
Pour les articles homonymes, voir Capricornus.
Œuvres principales
- Theatrum Musicum

Samuel Friedrich Capricornus (né Samuel Friedrich Bockshorn le 21 décembre 1628 à Žerčice, près de Mladá Boleslav et mort le 10 novembre 1665) est un compositeur bohémien du début de l'ère baroque. Il travaille une grande partie de sa vie en Allemagne. Il y publie notamment son Theatrum Musicum, recueil de musiques sacrées où se perçoit l'influence des compositions de Heinrich Schütz.

## Biographie
Fils d'un pasteur protestant luthérien qui refuse avec sa famille la Contre-Réforme catholique et s'installe à Bratislava dans l'ancien Royaume de Hongrie, Samuel Capricornus étudie de 1643 à 1646 les langues et la théologie en Silésie.  Après quoi, il devient musicien à la cour impériale de Vienne. Là, il se familiarise avec les compositions de Giovanni Valentini et d'Antonio Bertali. Après un court séjour à Reutlingen, il travaille comme professeur de musique privé à Bratislava pendant deux ans. De 1651 à 1657, il est responsable de la musique dans différentes églises et professeur de musique dans une école de la ville.
En mai 1657, il reçoit le poste de Kapellmeister (maître de chapelle) à Stuttgart, position qu'il occupe jusqu'à sa mort. Son mandat à la cour de Würtemberg cesse après une dispute avec Philipp Friedrich Böddecker, l'organiste de la collégiale. De 1661 à 1665, Capricornus a pour élève le futur compositeur Johann Fischer (1646–1716).
Compositeur prolifique, Samuel Capricornus signe des œuvres dans presque tous les genres en vogue au XVIIe siècle en Europe centrale. Il est considéré en son temps comme l'un des principaux représentants de deux formes en usage dans la liturgie du culte luthérien : la cantate et le motet (qu'il nomme Konzert, Konzerte au pluriel). Il occupe ainsi, tout comme Dietrich Buxtehude, une position de transition entre Heinrich Schütz et Johann Sebastian Bach.

## Enregistrements
- Theatrum Musicum & Leçons de Ténèbres, Benoit Haller, La Chapelle Rhénane, K617 (2006).
- Dulcis amor, Jesu (from Geistliche Harmonien, III, 1664) Harry van der Kamp, Laurie Reviol. Ensemble Tirami Su, Challenge Classics (2002)
- Theatrum Musicum, Martin Gester, Le Parlement De Musique, Opus 111 (1994)